# プレゴリャ川
プレゴリャ川（プレゴリャがわ、ロシア語: Преголя, ラテン文字表記: Pregolya / Pregola; ドイツ語: プレーゲル川、Pregel; リトアニア語: プリエグリウス川、Prieglius）は、ロシアの飛び地であるカリーニングラード州を流れバルト海に注ぐ河川。プレゴリャ川流域はかつての東プロイセンに相当し、リトアニアを流れる北のネマン川流域と、ポーランドを流れる南のヴィスワ川流域の間に挟まれている。

## 地理

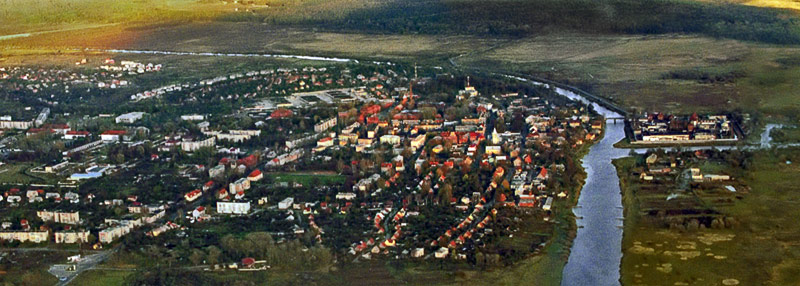
グヴァルジェイスク（タピアウ）を流れるプレゴリャ川（2003年）

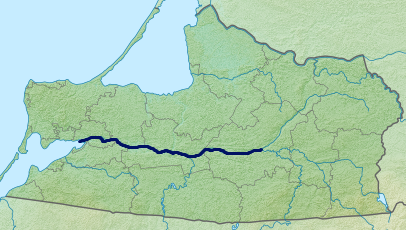
流域図

カリーニングラード州中部のチェルニャホフスク（Черняхо́вск; ドイツ語: インステルブルク Insterburg）で、南のポーランド領内から流れるアングラパ川（Анграпа; ドイツ語: アンゲラップ川 Angerapp; ポーランド語: Węgorapa）とカリーニングラード州東部から流れるインストルチ川（Инструч; ドイツ語: インステル川 Inster）とが合流してプレゴリャ川となる。合流後は平野を西へまっすぐ流れ、州都カリーニングラード（ドイツ語: ケーニヒスベルク）を経てバルト海の潟・ヴィストゥラ潟（カリーニングラード湾、Vistula Lagoon / Zalew Wiślany）に注ぐ。途中、グヴァルジェイスク（Гвардейск; ドイツ語: タピアウ Tapiau）の町でデイマ川（Дейма; ドイツ語: ダイメ川 Deime）が分かれて北のクルシュ海（クルシュ潟）方面に注いでいる。プレゴリャ川の長さは、合流地点からヴィストゥラ湾の河口まで123km。アングラパ川源流から測定すると292kmとなる。流域面積は15,500平方km。
プレゴリャ川はすべて航行可能である。かつてはケーニヒスベルクの政治や経済を支えた水運も、19世紀にケーニヒスベルクからインステルブルクへの鉄道が開通したことで次第に重要性は薄れていった。

## 歴史
かつては流域にはバルト語派のプルーセン人が住んでおり、ドイツ語の川の名であるプレーゲルは、プロシア語で深い場所を意味する「preigillis」から来ている。ドイツ人の東方殖民と、北方十字軍による異教徒の征服が進むと、次第にプルーセン人はドイツ人に同化されていった。
プレーゲル川河口付近に作られた港湾都市ケーニヒスベルクは、流域のプロイセン地方の物資を集散しバルト海を経由して各地へ輸出する港として中世以来繁栄した。後にはプロイセン公国が建国されプロイセン王国へと拡大したが、第二次世界大戦後、ドイツ領だった東プロイセンはポーランドとソビエト連邦に分割され消滅し、ケーニヒスベルクもカリーニングラードと改称された。

## 支流
- アングラパ川
- インストルチ川（英語版）

座標: 北緯54度41分 東経20度23分 / 北緯54.683度 東経20.383度